# Richard Bowen Woosnam
Richard Bowen Woosnam (* 17. November 1880 in Builth, Brecknockshire, Wales,  nach anderen Quellen London, England; † 4. Juni 1915 auf der Halbinsel Gallipoli, Osmanisches Reich) war ein britischer Soldat, Naturforscher und Wildhüter.

## Leben
Woosnam, Sohn von Bowen Pottinger Woosnam und Kate Woosnam (geborene Evans), erhielt seine Ausbildung am Wellington College. Im Jahr 1900 wurde er in Südafrika stationiert, wo er am Zweiten Burenkrieg teilnahm und zum Second Lieutenant befördert wurde. Er diente zunächst in der 4th Welsh Militia und wurde anschließend dem 2nd Worcester Regiment zugeteilt, mit dem er während des gesamten Feldzugs in Südafrika kämpfte. 
1903 trat er von seinem Posten zurück, um sich der Naturgeschichte zu widmen. Nach Beendigung des Südafrikanischen Krieges führte er zusammen mit einem Offiziersbruder, R. E. Dent, seine erste Expedition durch, um in Britisch-Betschuanaland in der Kapkolonie Vögel und Säugetiere zu sammeln. 
1904 unternahm er eine Expedition nach Ngamiland (heute Teil des östlichen Botswana) und in andere Teile des südlichen Afrikas, um naturkundliche Exemplare für das British Museum (Natural History) und die Zoological Society of London zu sammeln. Eine Liste der Säugetiere, die er während der Exkursion sammelte, mit Feldnotizen des Sammlers, wurde 1910 von Guy Dollman in der Fachzeitschrift Annals and Magazine of Natural History veröffentlicht. Seine Reiseroute und Feldnotizen über die Vögel von Ngamiland wurden von William Robert Ogilvie-Grant im Jahr 1912 in der Zeitschrift The Ibis veröffentlicht. Woosnam selbst schrieb 1913 den Artikel The melon of the Kalahari desert in der East African Geographical Review. 
Anfang 1905 verließ Woosnam England und reiste nach Bombay, wo er sich Colonel Arthur Churchill Bailward anschloss. In seiner Funktion als Naturforscher begleitete er Bailward auf einer Expedition, die von Buschehr am Persischen Golf bis nach Trapezunt am Schwarzen Meer führte. Während dieser Reise wurden mehrere Städte, darunter Ahvaz, Schuschtar, Isfahan und Erzurum, besucht. Während dieser ausgedehnten Expedition durch Westpersien und Armenien legte er bemerkenswerte Vogel- und Säugetiersammlungen an. 
1906 leitete er die von William Robert Ogilvie-Grant organisierte naturkundliche Exkursion zum Ruwenzori-Gebirge im heutigen Uganda. 1907 publizierte er darüber den Artikel Ruwenzori and its life zones im Geographical Journal, in der er sechs Vegetationszonen identifizierte, die konzentrisch um den Gebirgskamm in Höhen von unter 2000 Metern bis über 5100 Metern verlaufen. Die Zoological results of the Ruwenzori Expedition wurden von Ogilvie-Grant, Woosnam und einigen anderen in den Transactions of the Zoological Society of London zwischen 1909 und 1910 veröffentlicht.
1907 reiste er erneut nach Persien, diesmal ins Elburs-Gebirge mit Colonel Bailward. 1909 kehrte er nach Afrika zurück, um die Kalahari-Wüste mit einem seiner Ruwenzori-Begleiter, Gerald Legge, zu erforschen, der im August 1915 in der Suvla-Bucht auf der Halbinsel Gallipoli im Kampf fiel. 1910 wurde Woosnam zum Chef-Wildhüter in Britisch-Ostafrika ernannt, und während des Ersten Weltkriegs kehrte er nach England zurück, um sich wieder seinem alten Regiment, den Worcesters, anzuschließen.
Woosnam war Silbermedaillengewinner und korrespondierendes Mitglied der Zoological Society of London sowie Mitglied der British Ornithologists’ Union. Alle seine Sammlungen befinden sich im Natural History Museum, und Berichte über die Vögel mit seinen Feldnotizen sind in verschiedenen Ausgaben der Fachzeitschriften Ibis und Transactions of the Zoological Society erschienen.
Woosnam fiel am 4. Juni 1915 bei einem Angriff auf die türkischen Schützengräben während der Schlacht von Gallipoli in den Dardanellen.

## Dedikationsnamen
Nach Richard Bowen Woosnam sind folgende Taxa benannt worden:
- Oxybelus woosnami Arnold, 1927
- Lophuromys woosnami Thomas, 1906
- Synodontis woosnami Boulenger, 1911
- Limonia woosnami (Alexander, 1920)
- Zelotomys woosnami (Schwann, 1906)
- Cisticola woosnami Ogilvie-Grant, 1908
- Alethe castanea subsp. woosnami Ogilvie-Grant, 1906
- Bleda syndactylus subsp. woosnami Ogilvie-Grant, 1907
- Polystachya woosnamii Rendle, J.